# Delena cancerides
Delena cancerides là một loài nhện trong họ Sparassidae. Chúng được miêu tả năm 1837 bởi Charles Athanase Walckenaer và được tìm thấy ở Úc và New Zealand.